# 백용성 역 조선어능엄경
백용성 역 『조선어능엄경(朝鮮語楞嚴經)』은 대한민국 전북특별자치도 장수군 죽림정사에 있는 일제강점기의 불경이다. 2014년 10월 29일 대한민국의 국가등록문화재 제632호로 지정되었다.

## 개요
완전한 한글로 번역하였으며, 번거롭거나 중복되는 부분 등의 경전을 축약하여 불교 교학적으로도 우수한 번역 뿐만 아니라, 국문학적 연구에도 중요하다.
순 우리말 『능엄경』은 불교의 현대화와 후대 국역의 바탕이 되었다는 점에서 가치가 있다.

## 같이 보기
- 백용성

## 참고 자료
- 백용성 역 조선어능엄경 - 국가유산청 국가유산포털